# Fact
Fact je britský časopis zabývající se kulturou. Vznikl v roce 2003 a v tištěné podobě vycházel pouze do roku 2008. Následně pokračoval výhradně jako internetový magazín. Oběh časopisu byl 28 000, přičemž 3000 kusů bylo prodáno v zámoří. Časopis je součástí skupiny The Vinyl Factory. Magazín byl dostupný zdarma u nezávislých prodejců hudby, vybraných oděvních prodejen, stejně jako v koncertních sálech, a to nejen ve Spojeném království, ale také ve Francii, Japonsku, Německu a Španělsku.